# Леонардо Ді Капріо
Леона́рдо Вільгельм Ді Ка́пріо (англ. Leonardo Wilhelm DiCaprio; нар. 11 листопада 1974, Лос-Анджелес, США) — американський актор, кінопродюсер. Лавреат премії «Оскар» за найкращу чоловічу роль у фільмі «Легенда Г'ю Гласса» (2016), та нагороди BAFTA і Гільдії кіноакторів США за виконання ролі Г'ю Гласса. Лавреат трьох премій «Золотий глобус» у категорії «Найкращий актор в драматичній картині» і «Найкращий актор — комедія або мюзикл» за головні ролі в картинах «Авіатор», «Вовк з Уолл-стріт» і «Легенда Г'ю Гласса». Лавреат нагороди Берлінського кінофестивалю «Срібний ведмідь» в категорії «Найкращий актор» за виконання ролі Ромео Монтеккі в картині «Ромео + Джульєтта».
Повноцінну акторську кар'єру почав в шістнадцять років на початку 1990-х років. У 2000-х роках отримав визнання публіки і критиків за роботу в широкому діапазоні кіно і акторську майстерність.

## Біографія
Народився 11 листопада 1974 року в Лос-Анджелесі, Каліфорнія. Леонардо — єдина дитина автора коміксів Джорджа Ді Капріо (н. 30 листопада 1943) і секретаря суду Ірмелін Інденбіркен (н. 1943). Батько має наполовину італійське (Неаполь) та німецьке (Баварія) коріння. Мати народилася в західнонімецькому Ор-Еркеншвіку в бомбосховищі в родині німця Вільгельма Інденбіркена й російської емігрантки Гелени Інденбіркен (1915—2008, уроджена Смирнова Елена Степановна), яка перед Жовтневим переворотом виїхала з батьками до Німеччини. Як і раніше джерела помилково припускають, що його бабуся народилася в Одесі; немає доказів того, що Ді Капріо має родичів українського походження.
Джордж та Ірмелін познайомилися ще під час навчання, пізніше переїхали до Лос-Анджелеса. Сина назвали на честь Леонардо да Вінчі — коли мати розглядала картину великого майстра, дитина поворухнулася в її лоні. Коли малюкові виповнився один рік, його батьки розлучилися. Хлопчик жив здебільшого з матір'ю. Ді Капріо жив в таких кварталах Лос-Анджелеса як Еко-Парк і 1874 Гіллгерст-авеню, поки його мати працювала на кількох роботах.
Навчався в Початковій школі Сідд, потім вступив до Центру розширених наук Лос-Анджелеса, в якому провчився чотири роки.
Ді Капріо дебютував у кіно у 5-річному віці. До 10 років він вже був розчарований у кінобізнесі — його агент наполягав на зміні імені (йому пропонували псевдонім Ленні Вільямс) і Леонардо відмовили у кількох ролях через його зачіску. У 14 років Леонардо вирішив повторити спробу стати актором. Він знайшов агента, якому подобалася і його зачіска, і його ім'я. Він знявся у понад 30 рекламних роликах і кількох серіях «Санта-Барбари».
З 1991 року знімався в серіалі «Проблеми зростання» (англ. Growing Pains), але покинув шоу заради зйомок у картині «Життя цього хлопця. Правдива історія» (англ. This Boy's Life, 1993). Ді Капріо переміг понад сто претендентів на роль Тобіаса Вульфа в цьому фільмі. Він отримав найсхвальніші відгуки критиків за цей фільм, причому деякі стверджували, що він переграв самого Роберта Де Ніро. Наступною картиною Ді Капріо була картина «Що гнітить Гілберта Грейпа» (англ. What's eating Gilbert Grape, 1993). У цьому фільмі він зіграв розумово відсталого брата Джоні. Його чесна і відкрита гра принесла йому номінацію на премію Оскар. Тоді 19-річний актор уперше привернув до себе увагу преси.

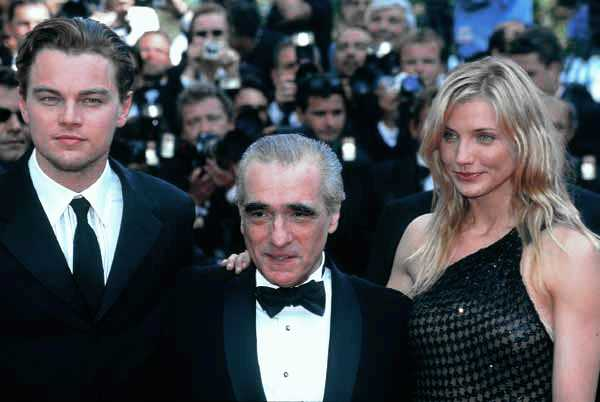
Ді Капріо з Мартіном Скорсезе та Камерон Діас на презентації фільму «Банди Нью-Йорка» в Каннах, 2002 рік

1994 року на екрани вийшов вестерн «Швидкий та мертвий», де Ді Капріо дісталася одна з головних ролей. 1995 року Ді Капріо знявся в екранізації роману Джима Керола «Щоденник баскетболіста», проєкт, зйомки якого відкладалися багато років в очікуванні на молодого талановитого актора. Фільм став лідером прокату, багато в чому завдяки грі Леонардо. Того ж року він з'явився у картині «Повне затьмарення», де зобразив гомосексуальні стосунки поета Артюра Рембо і його вчителя Поля Верлена, котрого зіграв Девід Тьюліс. Критики були у захваті, а Ді Капріо одразу ж зарахували до секс-меншини. 1996 року він знявся у двох фільмах: «Кімната Марвіна», де його партнерами стали Меріл Стріп та Даян Кітон, і «Ромео + Джульєта», сучасній інтерпретації однойменної романтичної трагедії Вільяма Шекспіра.
1997 рік став зірковим для Леонардо Ді Капріо. Разом із Кейт Вінслет вони зіграли головні ролі у блокбастері Джеймса Кемерона «Титанік». Герой Леонардо — 22-річний Джек Доусон, який, вигравши квиток, потрапляє на борт лайнера «Титанік», котрому судилося затонути під час своєї першої і останньої подорожі. Фільм стає найкасовішим в історії кінематографу, а самому Леонардо приносить номінацію на «Золотий глобус» і ставить його в ряд найбільш високооплачуваних акторів Голлівуду.
Ді Капріо за кар'єру висували на «Оскар» шість разів. Уперше 1994 року за роль актора другого плану у фільмі «Що гнітить Гілберта Грейпа», далі були номінації за ролі у стрічках «Авіатор», «Кривавий діамант», «Вовк з Уолл-стріт». Також він мав шанс отримати «Оскара» як продюсер картини «Вовк з Уолл-стріт», але нагорода знайшла його лише за два роки — за роль у фільмі «Легенда Г'ю Гласса» (2015). У 2020 році Ді Капріо номінувався на «Оскар» за головну роль у фільмі «Одного разу в… Голлівуді».
У 2025 році зіграв головну роль колишнього хіпі у чорній комедії Пола Томаса Андерсона «Одна битва за іншою». З Андерсоном Ді Капріо хотів попрацювати протягом 25 років — актор був затверджений на головну роль у «Ночі в стилі бугі» (1997), але тоді обрав «Титанік».

## Особисте життя
Особисте життя Леонардо Ді Капріо широко висвітлюється в засобах масової інформації. У 1990-х Леонардо Ді Капріо зустрічався з данською моделлю Геленою Крістенсен, з 2000 по 2005 рік — з бразильською моделлю Жізель Бюндхен, з 2006 по 2009 рік — з ізраїльською моделлю Бар Рафаелі. 26 березня 2010 року Ді Капріо та Рафаелі офіційно оголосили про перерву в стосунках. З літа 2010 року Лео і Бар знову почали зустрічатися і вже планували укласти шлюб, проте у травні 2011 року в газеті «New York Post» з'явилося повідомлення, що Леонардо Ді Капріо і Бар Рафаелі остаточно розлучилися.
З червня 2011 року зустрічався з актрисою Блейк Лайвлі. На початку жовтня 2011 року з'явилася інформація про те, що Леонардо Ді Капріо та Блейк Лайвлі розлучилися, але обіцяли зберегти дружні відносини. У грудні 2011 року стало відомо, що Лео почав зустрічатися з Ерін Гезертон — моделлю спідньої білизни бренду «Victoria's Secret», однак, у листопаді 2012 року пара оголосила про розставання у зв'язку з напруженими графіками роботи в обох.
У травні 2013 року в актора почалися стосунки з німецькою моделлю Тоні Гаррн. Також він зустрічався з моделлю Келлі Рорбах протягом 2015 року.
Лео має будинок у Лос-Анджелесі та квартиру в Беттері-Парк-сіті у Нижньому Мангеттені. 2009 року актор придбав острів Блекадор поблизу Белізу, на якому планує відкрити екологічно чистий курорт. 2013 року актор став співвласником гоночної команди «Venturi Grand Prix Formula E Team» для участі у Формулі-Е.
Під час своєї промови на цьогорічній премії «Бафта», де він отримав нагороду за найкращу чоловічу роль у фільмі «Легенда Г'ю Гласса», він віддав шану своїй мамі Ірмелін Інденбіркен. «Я виріс у дуже жорстокому районі у східному Лос-Анджелесі, і ця жінка щодня везла мене три години до іншої школи, щоб показати мені інші можливості», — сказав він. «Це її день народження — Мамо, я дуже тебе люблю», — сказав актор зі сцени.

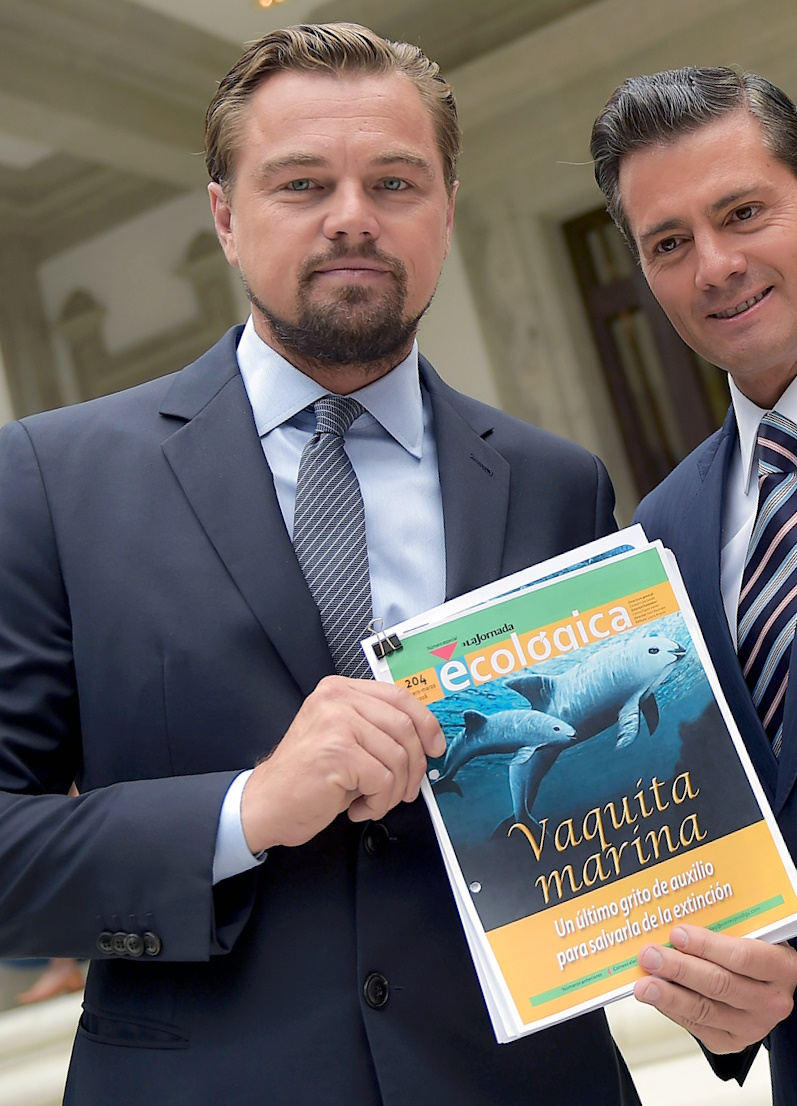
З колишнім президентом Мексики Енріке Пенья Ньєто, 2017 рік

У 2022 році з'явилась інформація, що Ді Капріо зустрічається з Джіджи Хадід. З 2023 року у стосунках з італійською моделлю Вітторією Черетті.

## Активізм
У 2014 році актор був призначений представником ООН з питань зміни клімату. Він часто порушує питання проблем клімату. Актор пожертвував понад 13 млн доларів організаціям, що опікуються питаннями екології. 2007 року він зняв документальний фільм «11-а година», де йшлося про стан довкілля. Вчені, відзначивши екологічні зусилля Л. Ді Капріо, назвали на його честь нововідкритий вид членистоногих: Grouvellinus leonardodicaprioi.
За повідомленнями деяких ЗМІ під час повномасштабного вторгнення в Україну пожертвував 10 мільйонів доларів на рахунок НБУ для міжнародних пожертв для підтримання обороноздатності, утім ця інформація не була остаточно підтверджена. Повідомляли також, що актор переказував кошти дітям у фонд Олени Зеленської. Згодом актор підтвердив цю інформацію на своїй сторінці в Instagram.
У 2024 році перед президентськими виборами в США підтримав Камалу Гарріс та розкритикував Дональда Трампа.

## Фільмографія
Згідно з онлайн-порталами Box Office Mojo та The Numbers і сайтом-агрегатором оглядів Rotten Tomatoes, найбільш критично та комерційно успішними фільмами Ді Капріо є «Що гнітить Гілберта Грейпа» (1993), «Титанік» (1997), «Упіймай мене, якщо зможеш» (2002), «Авіатор» (2004), «Відступники» (2006), «Кривавий діамант» (2006), «Острів проклятих» (2010), «Початок» (2010), «Джанґо вільний» (2012), «Великий Гетсбі» (2013), «Вовк з Уолл-стріт» (2013), «Легенда Г'ю Гласса» (2015), «Одного разу в Голлівуді» (2019) та «Вбивці квіткової повні» (2023).

## Нагороди та номінації
За даними IMDB, Ді Капріо завоював понад 100 нагород, зокрема премії «Оскар» (2016), «Золотий глобус» (2005, 2014, 2016) і «Бафта» (2016).
| Нагорода                       | Рік  | Категорія                                          | Робота                     | Результат |
| ------------------------------ | ---- | -------------------------------------------------- | -------------------------- | --------- |
| Оскар                          | 1994 | Найкраща чоловіча роль другого плану               | Що гнітить Гілберта Грейпа | Номінація |
| Оскар                          | 2005 | Найкраща чоловіча роль                             | Авіатор                    | Номінація |
| Оскар                          | 2007 | Найкраща чоловіча роль                             | Кривавий діамант           | Номінація |
| Оскар                          | 2014 | Найкраща чоловіча роль                             | Вовк з Уолл-стріт          | Номінація |
| Оскар                          | 2014 | Найкращий фільм                                    | Вовк з Уолл-стріт          | Номінація |
| Оскар                          | 2016 | Найкраща чоловіча роль                             | Легенда Г'ю Гласса         | Перемога  |
| Оскар                          | 2020 | Найкраща чоловіча роль                             | Одного разу в Голлівуді    | Номінація |
| BAFTA                          | 2005 | Найкраща чоловіча роль                             | Авіатор                    | Номінація |
| BAFTA                          | 2007 | Найкраща чоловіча роль                             | Відступники                | Номінація |
| BAFTA                          | 2014 | Найкраща чоловіча роль                             | Вовк з Волл-стріт          | Номінація |
| BAFTA                          | 2016 | Найкраща чоловіча роль                             | Легенда Г'ю Гласса         | Перемога  |
| BAFTA                          | 2020 | Найкраща чоловіча роль                             | Одного разу в Голлівуді    | Номінація |
| BAFTA                          | 2022 | Найкраща чоловіча роль                             | Не дивіться вгору          | Номінація |
| Золотий глобус                 | 1994 | Найкраща чоловіча роль другого плану               | Що гнітить Гілберта Грейп  | Номінація |
| Золотий глобус                 | 1998 | Найкраща чоловіча роль — драма                     | Титанік                    | Номінація |
| Золотий глобус                 | 2003 | Найкраща чоловіча роль — драма                     | Спіймай мене, якщо зможеш  | Номінація |
| Золотий глобус                 | 2005 | Найкраща чоловіча роль — драма                     | Авіатор                    | Перемога  |
| Золотий глобус                 | 2007 | Найкраща чоловіча роль — драма                     | Відступники                | Номінація |
| Золотий глобус                 | 2007 | Найкраща чоловіча роль — драма                     | Кривавий діамант           | Номінація |
| Золотий глобус                 | 2009 | Найкраща чоловіча роль — драма                     | Життя спочатку             | Номінація |
| Золотий глобус                 | 2012 | Найкраща чоловіча роль — драма                     | Дж. Едгар                  | Номінація |
| Золотий глобус                 | 2013 | Найкраща чоловіча роль другого плану               | Джанґо вільний             | Номінація |
| Золотий глобус                 | 2014 | Найкраща чоловіча роль — комедія або мюзикл        | Вовк з Волл-стріт          | Перемога  |
| Золотий глобус                 | 2016 | Найкраща чоловіча роль — драма                     | Легенда Г'ю Гласса         | Перемога  |
| Золотий глобус                 | 2020 | Найкраща чоловіча роль — комедія або мюзикл        | Одного разу в Голлівуді    | Номінація |
| Золотий глобус                 | 2022 | Найкраща чоловіча роль — комедія або мюзикл        | Не дивіться вгору          | Номінація |
| Золотий глобус                 | 2024 | Найкраща чоловіча роль — драма                     | Вбивці квіткової повні     | Номінація |
| Премія Гільдії кіноакторів США | 1997 | Найкращий акторський склад в ігровому кіно         | Кімната Марвіна            | Номінація |
| Премія Гільдії кіноакторів США | 1998 | Найкращий акторський склад в ігровому кіно         | Титанік                    | Номінація |
| Премія Гільдії кіноакторів США | 2005 | Найкращий акторський склад в ігровому кіно         | Авіатор                    | Номінація |
| Премія Гільдії кіноакторів США | 2005 | Найкраща чоловіча роль                             | Авіатор                    | Номінація |
| Премія Гільдії кіноакторів США | 2007 | Найкраща чоловіча роль                             | Кривавий діамант           | Номінація |
| Премія Гільдії кіноакторів США | 2007 | Найкраща чоловіча роль другого плану               | Відступники                | Номінація |
| Премія Гільдії кіноакторів США | 2007 | Найкращий акторський склад в ігровому кіно         | Відступники                | Номінація |
| Премія Гільдії кіноакторів США | 2012 | Найкраща чоловіча роль                             | Дж. Едгар                  | Номінація |
| Премія Гільдії кіноакторів США | 2016 | Найкраща чоловіча роль                             | Легенда Г'ю Гласса         | Перемога  |
| Премія Гільдії кіноакторів США | 2020 | Найкраща чоловіча роль                             | Одного разу в Голлівуді    | Номінація |
| Премія Гільдії кіноакторів США | 2020 | Найкращий акторський склад в ігровому кіно         | Одного разу в Голлівуді    | Номінація |
| Премія Гільдії кіноакторів США | 2022 | Найкращий акторський склад в ігровому кіно         | Не дивіться вгору          | Номінація |
| Супутник                       | 1998 | Найкраща чоловіча роль — драма                     | Титанік                    | Номінація |
| Супутник                       | 2006 | Найкраща чоловіча роль — драма                     | Кривавий діамант           | Номінація |
| Супутник                       | 2006 | Найкраща чоловіча роль другого плану               | Відступники                | Перемога  |
| Супутник                       | 2006 | Найкращий акторський склад                         | Відступники                | Перемога  |
| Супутник                       | 2008 | Найкраща чоловіча роль — драма                     | Життя спочатку             | Номінація |
| Супутник                       | 2010 | Найкраща чоловіча роль — кінофільм                 | Початок                    | Номінація |
| Супутник                       | 2011 | Найкраща чоловіча роль — кінофільм                 | Дж. Едгар                  | Номінація |
| Супутник                       | 2014 | Найкраща чоловіча роль — кінофільм                 | Вовк з Волл-стріт          | Номінація |
| Супутник                       | 2016 | Найкраща чоловіча роль — кінофільм                 | Легенда Г'ю Гласса         | Перемога  |
| Супутник                       | 2019 | Найкраща чоловіча роль — комедія або мюзикл        | Одного разу в Голлівуді    | Номінація |
| Кінопремія «Вибір критиків»    | 2005 | Найкращий актор                                    | Авіатор                    | Номінація |
| Кінопремія «Вибір критиків»    | 2007 | Найкращий актор                                    | Кривавий діамант           | Номінація |
| Кінопремія «Вибір критиків»    | 2007 | Найкращий актор                                    | Відступники                | Номінація |
| Кінопремія «Вибір критиків»    | 2007 | Найкращий акторський склад                         | Відступники                | Номінація |
| Кінопремія «Вибір критиків»    | 2012 | Найкращий актор                                    | Дж. Едгар                  | Номінація |
| Кінопремія «Вибір критиків»    | 2014 | Найкращий комедійний актор                         | Вовк з Волл-стріт          | Перемога  |
| Кінопремія «Вибір критиків»    | 2016 | Найкращий актор                                    | Легенда Г'ю Гласса         | Перемога  |
| Кінопремія «Вибір критиків»    | 2020 | Найкращий актор                                    | Одного разу в Голлівуді    | Номінація |
| Берлінський кінофестиваль      | 1997 | Премія «Срібний ведмідь» за найкращу чоловічу роль | Ромео + Джульєтта          | Перемога  |